# 도가와촌 (아오모리현)
도가와촌(斗川村)은 아오모리현 산노헤군에 설치되었던 촌이다. 현재의 산노헤정에 해당한다.

### 역사
- 1889년 3월 20일 - 정촌제 시행으로 모리촌, 하카마다촌, 쟈누마촌이 합병해 도가와촌이 되었다.
- 1955년 3월 20일 - 산노헤군 산노헤정, 도메사키촌, 도가와촌과 합병해 산노헤정이 되어 소멸하였다.